# Волконский, Михаил Петрович
Князь Михаи́л Петро́вич Волко́нский (22 июля (3 августа) 1891, Шлосс-Фалль, Койльская волость, Ревельский уезд, Эстляндская губерния — 18 сентября 1961, Москва) — русский оперный певец, певец, баритон, актёр, переводчик.

## Биография
Михаил Волконский родился в 1891 году в Эстляндской губернии, в замке Фалль (нем. Schloß Fall) под Ревелем (ныне посёлок Кейла-Йоа в Кейлаской волости Харюского уезда Эстонии). Его отец — князь Пётр Михайлович Волконский (1861—1948), мать — княжна Екатерина Алексеевна Шаховская, дочь генерала от инфантерии, князя Алексея Ивановича Шаховского (1821—1900) и Софии Александровны Олсуфьевой (1830—1882).

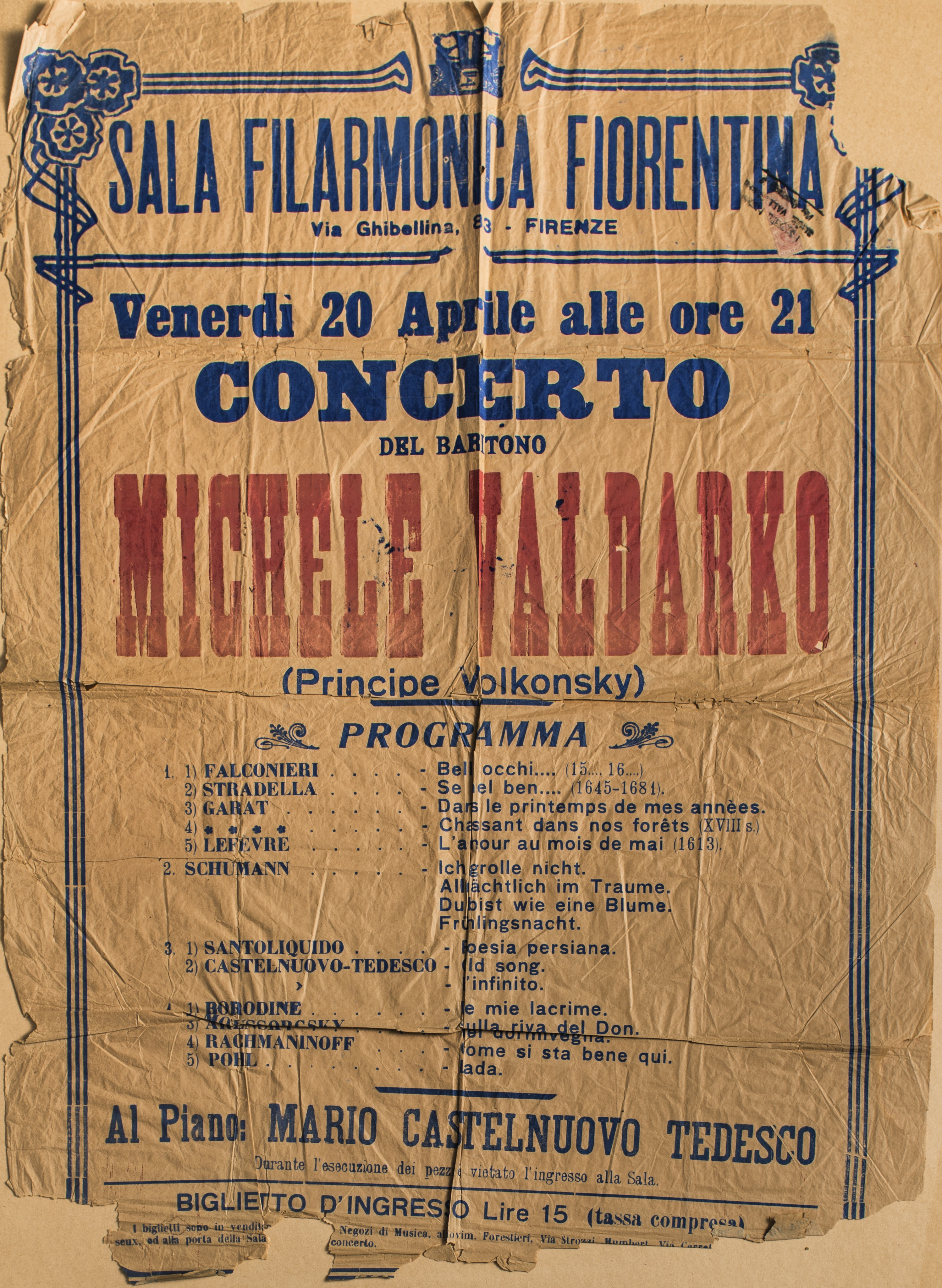
Афиша выступления Михаила Волконского в зале Флорентийского филармонического общества, 20 апреля 1928 г.

Окончил в 1912 году Императорский Александровский лицей в Санкт-Петербурге. Учился пению в Италии. Снимался в ранних русских немых фильмах. С 1917 года выступал в театре на юге России. В конце 1920 года эвакуировался из Крыма с остатками армии Врангеля и поселился в Белграде. В сезон 1920—1921 годов был солистом оперы в Национальном театре Белграда, затем — Сербского народного театра в Нови-Саде, где в частности пел партии графа ди Луны в опере Верди «Трубадур», консула Шарплеса в опере Пуччини «Мадам Баттерфляй» и др. Выступал как солист в Белграде и в Любляне, позже в Париже — в русском кабаре «Золотой петушок». Поскольку для княжеской особы считалось неприличным выступать на сцене, под давлением родственников Михаил Волконский был вынужден использовать сценические псевдонимы — Михаил Верон (от названия города Вероны) и Михаил Валдарко (Michele Valdarko). В 1928 году выступал во Флоренции в зале филармонического общества, где ему аккомпанировал композитор и пианист Марио Кастельнуово-Тедеско. В том же году итальянский музыкальный критик Гвидо Гатти пишет в своём журнале «Rassegna musicale» («Музыкальное обозрение»): «Многообещающим оказался также русский баритон Михаил Валдарко (артистический псевдоним князя Волконского), который поёт на различных языках с лёгкостью и вкусом, свойственными такого рода артистам».
Приблизительно с 1930 года работал в консульстве Югославии в Женеве, поначалу волонтёром с небольшим гонораром, а затем, в 1939 году, был зачислен в персонал в качестве „дневничара“ (подёнщика — право государственной службы, предоставляемое правительством Югославии русским эмигрантам). Занимал разные должности, большинство из которых было связано с репатриацией югославских граждан из советской России. В 1931 году женился на Кире Георгиевне Петкевич (1911—1995). В 1946 году был переведён в Париж в Консульский отдел югославского посольства во Франции, где занимался переводом документов, сбором публикаций и других материалов и пересылкой их в Министерство иностранных дел. Осенью 1947 года с семьей вернулся в советскую Россию. По указанию Сталина был направлен на поселение в село Мучкап в Тамбовской области. Несмотря на это, жил в Тамбове, работая учителем английского языка в школе. В 1956 году смог переехать в Москву и стал литературным переводчиком с хорватского, сербского, болгарского и французского языков.
Сын — композитор и клавесинист князь Андрей Михайлович Волконский.
Похоронен на Переделкинском кладбище.